# Forum (Helsinki)
Het Forum is een winkelcentrum aan de Mannerheimweg in de Finse hoofdstad Helsinki. Het is het enige winkelcentrum in Helsinki die in privé-bezit is. Via de met het winkelcentrum verbonden Asematunnel is het mogelijk om ondergronds van Forum naar het Centraal station en het  Rautatientori te lopen. In 2017 won het winkelcentrum een prijs voor het beste winkelcentrum van de Noordse landen.